# Macrotera haplura
Macrotera haplura är en biart som först beskrevs av Cockerell 1922.  Macrotera haplura ingår i släktet Macrotera och familjen grävbin. Inga underarter finns listade i Catalogue of Life.